# Хара Суорун
Хара Суорун („черният непреклонен“, „черният гарван“) е божество (дух) в якутската митология. Принадлежи към духовете-абааси, обитаващи горния свят в якутските митологични представи и е син на предводителя на тези духове Улу тойон. Хара Суорун е смятан от якутите за основател на шаманството, според вярванията той е предтеча на деветте шамански рода.
Митовете разказват, че най-малкият син на Хара Суорун е гарван и затова якутите забраняват убийството на тази птица. Но ако се случи, че гарванът досажда прекалено много на ловеца, то той може да убие птицата, като след това сложи в клюна ѝ кожа от заек или хермелин. Тази кожа е доказателство за вината на гарвана и Хара Суорун, виждайки парчето кожа в клюна на птицата, прощава на ловеца убийството на сина си.
Много якутски родове почитат Хара Суорун като свой покровител.